# Susanne Ferschl

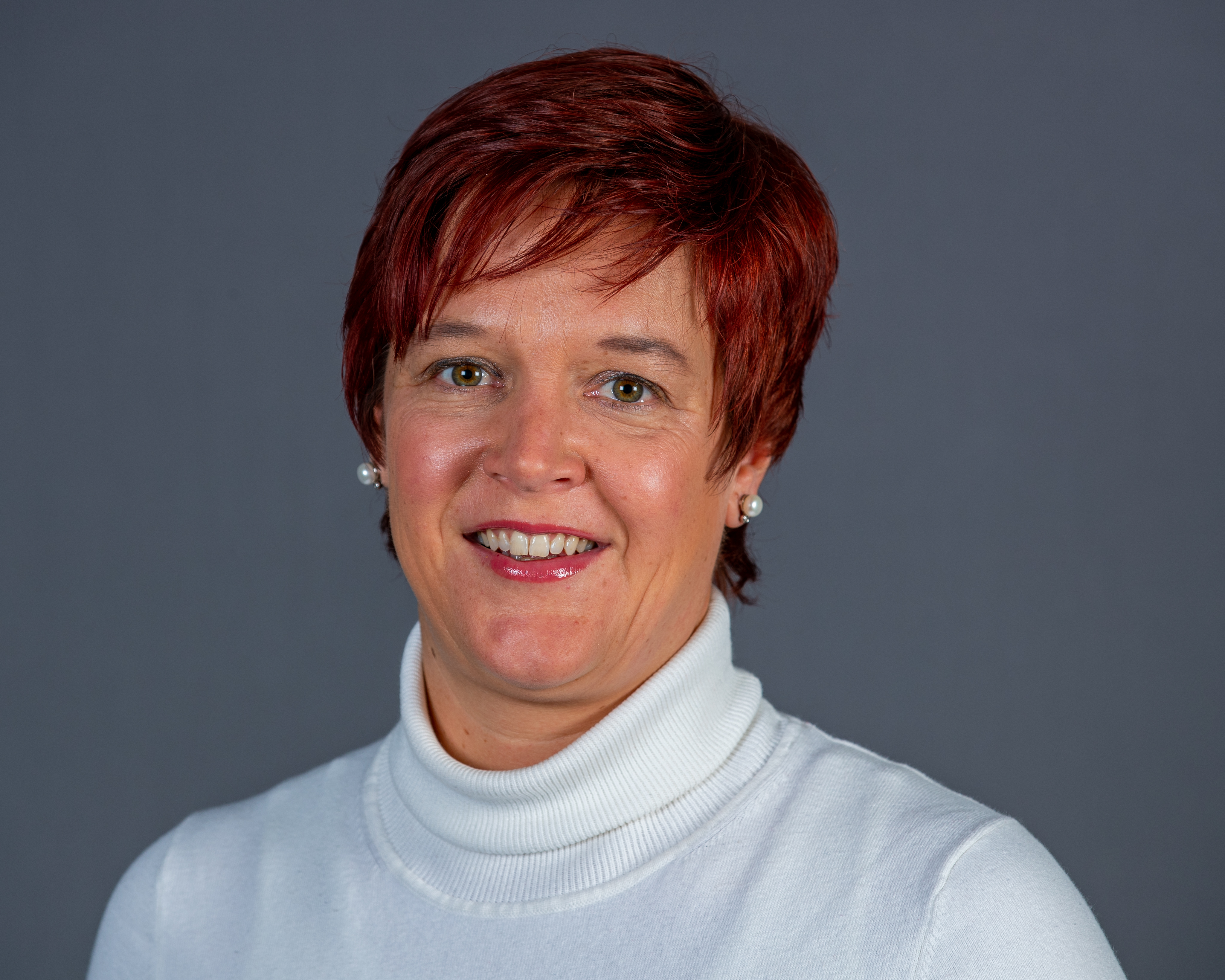
Susanne Ferschl (2020)

Susanne Ferschl (* 10. März 1973 in Schwaz, Österreich) ist eine deutsche Politikerin (Die Linke). Von 2017 bis 2025 war sie Mitglied des Deutschen Bundestages sowie von 2018 bis 2023 stellvertretende Fraktionsvorsitzende der Fraktion Die Linke im Bundestag.

## Ausbildung und Gewerkschaftsarbeit
Susanne Ferschl wuchs im Allgäu auf und schloss den Schulbesuch 1992 mit dem Abitur ab. Darauf folgte eine Ausbildung zur Chemielaborantin im Nestlé-Werk in Biessenhofen. Später absolvierte sie auch Abschlüsse als Business Coach der IHK und als Wirtschaftsmediatorin.
Mit Beginn der Ausbildung wurde sie 1992 Mitglied der Gewerkschaft NGG. Von 1994 bis 1998 war sie Vorsitzende der Jugend- und Auszubildendenvertretung und insgesamt fünf Jahre lang Vorsitzende des Landesjugendausschusses der Jungen NGG Bayern, Mitglied im Bundesjugendausschuss und Vertreterin der Jungen NGG im Bundesvorstand.
1998 wurde Susanne Ferschl in den Betriebsrat gewählt, dem sie ohne Unterbrechung bis August 2019 angehörte. Zwei Jahre später wurde sie im Alter von 26 Jahren zur freigestellten Betriebsratsvorsitzenden gewählt und übernahm damit Verantwortung für 700 Kollegen.
2006 wurde sie zur Vorsitzenden des Gesamtbetriebsrates der Nestlé Deutschland AG gewählt, ebenso in den Europäischen Betriebsrat und in den Aufsichtsrat. Diese Funktionen hatte sie bis zur Wahl in den Deutschen Bundestag inne. In ihrer Gewerkschaft war sie mit Unterbrechung insgesamt 12 Jahre im Hauptvorstand und über 15 Jahre Vorsitzende der Region Allgäu.

## Abgeordnete

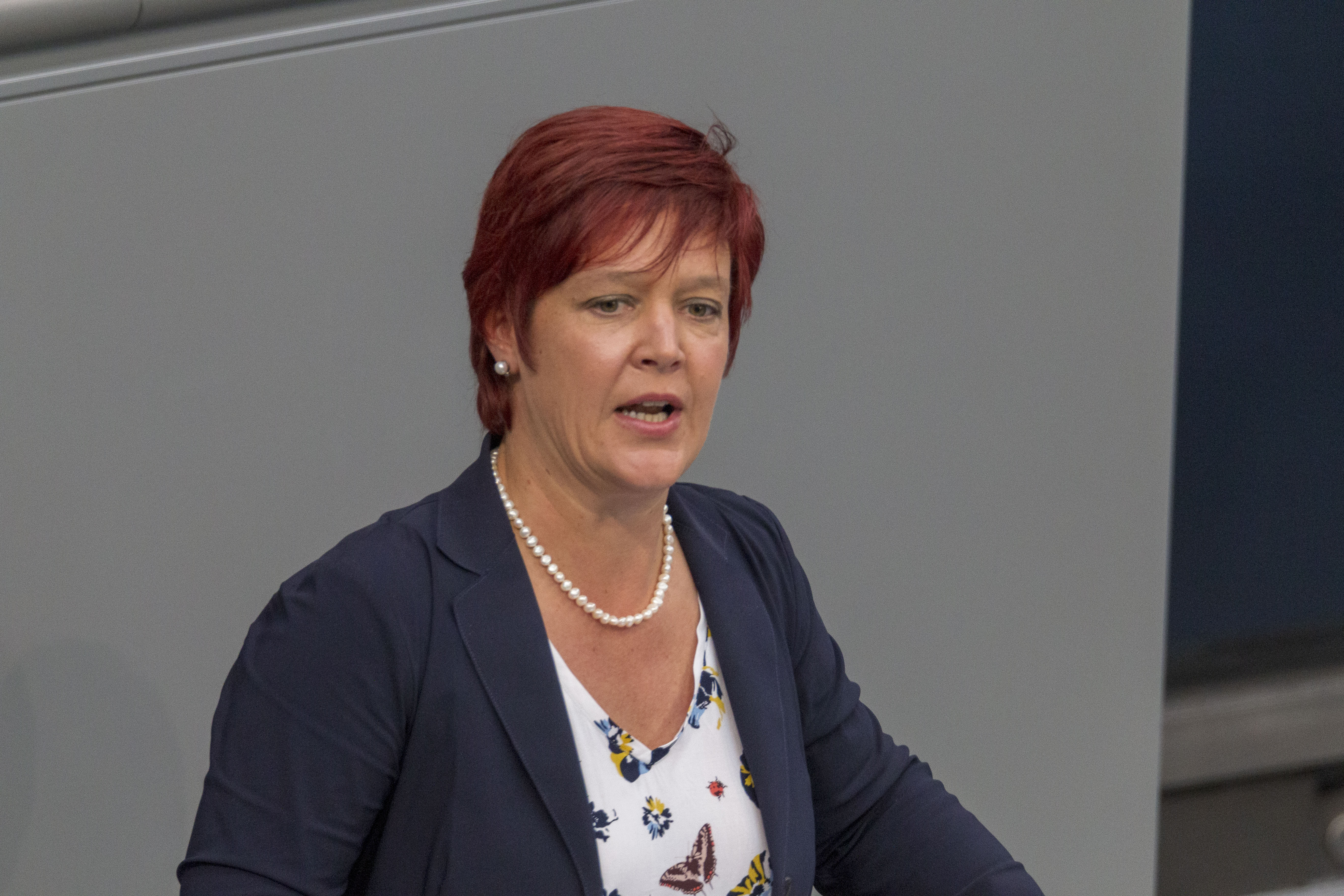
Susanne Ferschl, 2020 im Deutschen Bundestag

Bei der Bundestagswahl 2017 kandidierte sie im Wahlkreis Kaufbeuren-Ostallgäu sowie auf Platz 3 der Landesliste und erhielt über diese ein Bundestagsmandat. Sie war Sprecherin für „Gute Arbeit“ der Linksfraktion und wurde 2018 zur Arbeitskreisleiterin und stellvertretenden Fraktionsvorsitzenden gewählt. Außerdem war sie im 19. Deutschen Bundestag ordentliches Mitglied im Ausschuss für Arbeit und Soziales und stellvertretendes Mitglied im Ausschuss für Ernährung und Landwirtschaft.
Bei der Bundestagswahl 2021 wurde sie über Platz 3 der Landesliste Bayern erneut in den Deutschen Bundestag gewählt.
Im Juli 2024 kündigte Ferschl an, bei der Bundestagswahl 2025 nicht erneut zu kandidieren.

## Partei
Ferschl gehörte innerhalb ihrer Gewerkschaft als damalige Vertreterin der Jungen NGG im Hauptvorstand zu den größten Kritikern der Agenda 2010 und hat sich immer als linke Gewerkschafterin verstanden. Relativ spät entschied sie sich für die Parteimitgliedschaft. Von 2016 bis 2022 gehörte sie dem Landesvorstand der Linken Bayern und von 2017 bis 2022 auch dem geschäftsführenden Landesvorstand an. Dort verantwortete sie unter anderem den Bereich Arbeit und Soziales und war Leiterin des Arbeitskreises Gesundheit, Arbeit und Soziales.

## Privates
Ferschl ist verheiratet und gehört keiner Konfession an.